# Златоустовский городской округ
Златоу́стовский городско́й о́круг — муниципальное образование в Челябинской области России.
Административный центр — город Златоуст.
Соответствует административно-территориальной единице город Златоуст (не входящей в состав районов).

## История
Статус и границы городского округа установлены законом Челябинской области от 26 августа 2004 года № 258-ЗО «О статусе и границах Златоустовского городского округа».
В 2022 году из Кусинского района в Златоустовский городской округ был передан посёлок железнодорожной станции Ай.

## Население
| 2002     | 2005     | 2006     | 2007     | 2008     | 2009     | 2010     |
| -------- | -------- | -------- | -------- | -------- | -------- | -------- |
| 196 996  | ↘189 312 | ↘185 783 | ↘182 994 | ↘181 716 | ↗190 378 | ↘177 155 |
| 2011     | 2012     | 2013     | 2014     | 2015     | 2016     | 2017     |
| ↘176 993 | ↘175 829 | ↘174 527 | ↘173 137 | ↘172 158 | ↘171 260 | ↘170 127 |
| 2018     | 2019     | 2020     | 2021     | 2023     | 2024     | 2025     |
| ↘169 004 | ↘167 464 | ↘165 983 | ↘163 639 | ↘161 475 | ↘160 367 | ↘158 975 |

## Состав городского округа
| №  | Населённый пункт | Тип населённого пункта          | Население |
| -- | ---------------- | ------------------------------- | --------- |
| 1  | Ай               | посёлок железнодорожной станции | ↘0        |
| 2  | Веселовка        | село                            | →304      |
| 3  | Златоуст         | город, административный центр   | ↘157 244  |
| 4  | Куваши           | село                            | ↘467      |
| 5  | Плотинка         | посёлок                         | ↗16       |
| 6  | Салган           | посёлок                         | →35       |
| 7  | Таганай          | посёлок остановочного пункта    | ↘20       |
| 8  | Тайнак           | посёлок                         | ↘207      |
| 9  | Тундуш           | посёлок железнодорожной станции | ↘249      |
| 10 | Центральный      | посёлок                         | ↘786      |
| 11 | Южный            | посёлок                         | ↘109      |

Златоустовский городской округ разделён на территории, подведомственные четырём территориальным отделам Администрации округа: по районам металлургического завода, железнодорожного вокзала, проспекта им. Ю.А. Гагарина, машиностроительного завода (Новозлатоуст).